# Heinz Wanner
Pour les articles homonymes, voir Wanner.
 (septembre 2022).
Si vous disposez d'ouvrages ou d'articles de référence ou si vous connaissez des sites web de qualité traitant du thème abordé ici, merci de compléter l'article en donnant les références utiles à sa vérifiabilité et en les liant à la section « Notes et références ».
Heinz Wanner, né le 25 septembre 1945 à Bienne (Suisse), est un géographe spécialiste de climatologie urbaine, auteur d'environ 200 publications scientifiques touchant à tous les domaines de la climatologie.

## Biographie
Il a étudié la géographie et la climatologie à Berne et Grenoble. Sa thèse de doctorat portait sur le brouillard et la dynamique de l'air froid sur le plateau suisse. En 1981 et 1982 il travaille à l’Atmospheric Science Departement de l'Université du Colorado à Fort Collins. Après 1982 les recherches de Heinz Wanner se porte sur le mouvement des masses d'air et la pollution de l'air (en particulier sur le smog photochimique) au-dessus de terrains complexes. Depuis 1988, il est professeur à l'Université de Berne.
En 2008, il est le lauréat du Prix Vautrin-Lud (« Prix Nobel de géographie ») pour l'ensemble de sa carrière.

## Distinctions
- Prix Vautrin Lud (« Prix Nobel » de la géographie), décerné par un jury international, remis lors du 17e Festival international de géographie de Saint-Dié-des-Vosges (6 juin 2006)
- Docteur honoris causa de l'université Humboldt de Berlin (20 octobre 2009)[1]